# チューレ (小惑星)
チューレ（279 Thule）は小惑星帯にある比較的大きな小惑星である。D型小惑星に分類され、有機物に富んだケイ酸塩、無水ケイ酸塩と炭素でできていると推定される。
1888年10月25日にウィーンでヨハン・パリサによって発見された。かつてヨーロッパで極北にあると考えられていたトゥーレにちなんで命名された。
2008年4月に関東および北陸地方で掩蔽が観測された。また、同年のライトカーブ観測により衛星の存在が示唆されている。

## 軌道
チューレの軌道は通常の小惑星の軌道とは異なり、小惑星帯（メインベルト）の最も外側で木星と4:3の軌道共鳴状態にある。離心率がメインベルト小惑星の平均に近いヒルダ群の小惑星とは異なり、チューレの離心率は非常に小さい。その値は木星より小さく、地球より少し大きい程度である。このような小惑星は他に見つかっておらず、チューレの軌道の起源は不明である。
チューレの現在のこの軌道は、チューレと太陽、木星との位置関係から必然的に決まったと考える天文学者もいる。これはカークウッドの空隙の生成原因と同じ理由で、他の小惑星の軌道はわずかにずれていたため離心率がこれほど低くならなかったと考えられている。
チューレは、現在のところチューレ群に属する唯一の小惑星とされている（資料によっては「チューレ群は2個」と記述されているものもあるが、もう1個の名前は不明）。木星と4:3の軌道共鳴状態にある小惑星は他に (3552) ドン・キホーテ、(20898) Fountainhillsなどが見つかっているが、これらは逆に離心率が非常に大きく、ドン・キホーテに至っては地球近傍小惑星でもある。